# Caprolactona

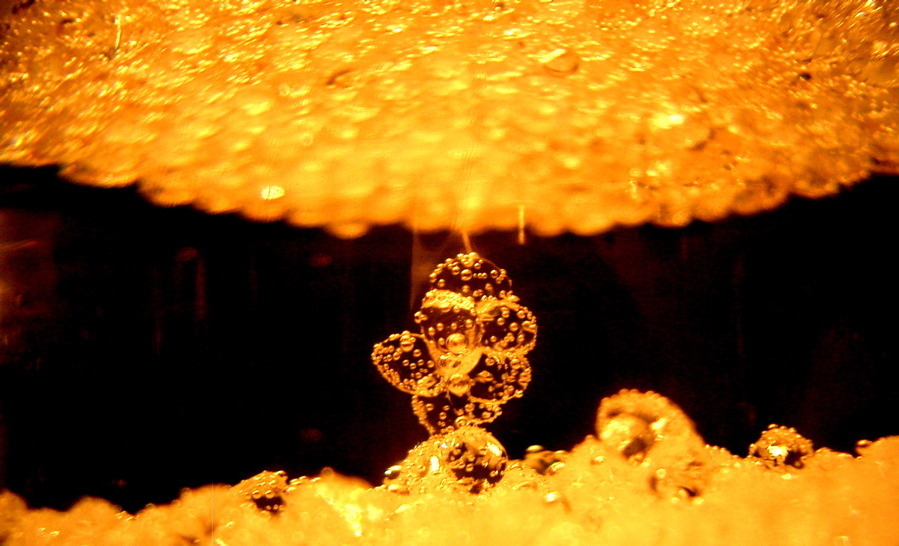
Caprolactona

ε-Caprolactona ou simplesmente caprolactona é um éster cíclico, um membro da família das lactonas, com um anel de sete átomos com a fórmula (CH2)5CO2. Este líquido incolor é miscível com a maioria dos solventes orgânicos. É produzido em uma escala muito grande como precursor de caprolactamas.